# Ekologisk hållbarhet
Ekologisk hållbarhet handlar om att vårda naturresurser långsiktigt, så att de kan fortsätta försörja mänskligheten och de kommande generationerna med det som behövs. Hållbar utveckling består av tre dimensioner: social hållbarhet, ekonomisk hållbarhet och ekologisk hållbarhet. Dimensionen ekologisk hållbarhet bygger på kunskap om vilken belastning människor och ekosystem tål och hur vi kan undvika skador.
Definitionen för ekologisk hållbar utveckling är att den handlar om jordens ekosystem och att på lång sikt kunna behålla dess önskade funktioner, till exempel produktion av energi och mat, tillhandahållande av rent vatten, rekreation och klimatreglering. För att naturen ska klara av mänsklighetens belastning får inte belastningen bli större än vad naturen klarar av. Blir naturresurserna överexploaterade så uppfylls inte kraven för ett ekologisk hållbart samhälle.
I Brundtlandrapporten kan man läsa att definitionen för hållbar utveckling är: "En hållbar utveckling är en utveckling som tillfredsställer dagens behov utan att äventyra kommande generationers möjligheter att tillfredsställa sina behov".